# Calochilus richae
Calochilus richae är en orkidéart som beskrevs av William Henry Nicholls. Calochilus richae ingår i släktet Calochilus och familjen orkidéer. Inga underarter finns listade i Catalogue of Life.